# Chu Tuấn (nhà Tấn)
Chu Tuấn (chữ Hán: 周浚, ? - ?), tên tự là Khai Lâm, người huyện An Thành, quận Nhữ Nam , tướng lãnh đầu đời Tây Tấn, có công tham gia diệt Đông Ngô.

## Sự nghiệp
Cha là Chu Bùi, làm đến Thiếu phủ khanh. Chu Tuấn tính quả cảm, cương liệt; ban đầu không nhận lời kêu gọi của châu quận, sau đó làm Thượng thư lang nhà Tào Ngụy; dần được thăng đến Ngự sử trung thừa, bái làm Chiết xung tướng quân, Dương Châu thứ sử, phong Xạ Dương hầu.
Chu Tuấn theo Vương Hồn đánh Ngô, phá tan đồn thú ở Giang Tây, cùng trung quân của nước Ngô đại chiến, chém được mấy ngàn thủ cấp của bọn thừa tướng Trương Đễ, thu được hàng vạn quắc (tai trái), tiến quân đồn trú ngang sông. Khi ấy nghe tin Long tương tướng quân Vương Tuấn đã phá Thượng Phương, biệt giá Hà Uẩn đề nghị gấp rút tiến đánh Kiến Nghiệp, Chu Tuấn khen hay; ông nhiều lần sai sứ trình bày với Vương Hồn, nhưng Hồn rốt cục không chịu tiến quân. Vương Hồn triệu Vương Tuấn, Vương Tuấn chẳng những không đến, còn thẳng tiến đến Tam Sơn, buộc Ngô Mạt đế Tôn Hạo phải đầu hàng. Vương Hồn thâm hận Vương Tuấn, vì thế muốn cùng Vương Tuấn tranh công. Hà Uẩn gởi thư cho Chu Tuấn khẳng định lẽ phải thuộc về Vương Tuấn, ông đọc thư thì đồng tình, nên cố khuyên can Vương Hồn, nhưng Hồn không nghe.
Chu Tuấn vượt Trường Giang, cùng Vương Hồn nhận hàng thành lũy của Ngô, vỗ về quân dân, nhờ công được tiến phong Thành Vũ hầu, thực ấp 6000 hộ, ban 6000 xúc lụa. Năm sau (281), dời đi trấn thủ Mạt Lăng. Bấy giờ nước Ngô mới hàng, còn nhiều kẻ trốn tránh, Chu Tuấn dần đánh dẹp được cả; ông kính trọng người già, tìm kiếm nhân tài, rất có uy đức, người Ngô vui lòng quy phục.
Chu Tuấn được thăng Thị trung, rồi chuyển làm Thiếu phủ; được lấy bổn quan làm Tương tác đại tượng, phụ trách sửa chữa tông miếu; xong việc được tăng thực ấp 500 hộ. Sau đó Chu Tuấn thay thế Vương Hồn làm Sứ trì tiết, đô đốc Dương Châu chư quân sự, An đông tướng quân.
Chu Tuấn mất khi đang ở chức, không rõ khi nào.

## Có tài nhìn người
Chu Tuấn có tài nhìn người, giỏi nhận biết nhân tài. Kẻ đồng hương là Sử Diệu xuất thân bần tiện, chưa được ai biết, chỉ có ông chịu kết làm bạn, còn gả em gái cho anh ta, Diệu về sau cũng có tiếng tăm.
Vào lúc nước Ngô vẫn còn, Chu Tuấn ở Dặc Dương, hai nước nam – bắc tổ chức hỗ thị, nhưng chư tướng đôi bên quen thói đánh cướp, gọi là lập công. Tướng Ngô là Thái Mẫn giữ Miện Trung, anh trai Thái Khuê ở Mạt Lăng, gởi thư cho Mẫn khuyên ngăn em trai đừng làm vậy mà gây mất tín nghĩa. Về sau có người lấy được thư ấy, đem trình cho Chu Tuấn, ông nói: “Đây là quân tử đấy!” Đến khi vượt sông, Chu Tuấn tìm gặp Thái Khuê, hỏi tịch quán của ông ta, Khuê đáp: “Tôi là người Nhữ Nam.” Tuấn nói đùa rằng: “Ta vốn cho rằng người Ngô không có quân tử, mà anh quả nhiên là đồng hương của ta.”
Chu Tuấn được thăng Thị trung, Tấn Vũ đế hỏi ông rằng: “Con cháu trong tông tộc của khanh, ai xứng đáng được nhiệm dụng?” Đáp rằng: “Con chú của thần là Chu Khôi, có tiếng là tài năng trong tông tộc; con chú họ là Chu Phức, có tiếng là thanh liêm.” Đế đều nhiệm dụng họ. Sử cũ chép Chu Phức truyện phụ vào Chu Tuấn truyện.

## Hậu nhân
Chu Tuấn có ba con trai: Ỷ, Tung, Mô. Ỷ được kế tự.
Chu Ỷ được xếp vào nhóm quan viên chống lại quyền thần Vương Đôn nhưng thất bại, sử cũ có truyện riêng. Cố sự về Chu Tung, Chu Mô được chép phụ vào Chu Tuấn truyện.